# Jinma Zhen (köping i Kina)
Jinma Zhen (kinesiska: 金马, 金马镇) är en köping i Kina. Den ligger i provinsen Yunnan, i den sydvästra delen av landet, omkring 120 kilometer sydost om provinshuvudstaden Kunming. Antalet invånare är 52 227. Befolkningen består av 24 465 kvinnor och 27 762 män. Barn under 15 år utgör 24,0 %, vuxna 15-64 år 68 %, och äldre över 65 år 7,0 %.
Genomsnittlig årsnederbörd är 1 103 millimeter. Den regnigaste månaden är juni, med i genomsnitt 271 mm nederbörd, och den torraste är januari, med 12 mm nederbörd.